# Línia evolutiva de Numel
Aquesta línia evolutiva de Pokémon inclou Numel i Camerupt.

## Numel
Numel és una de les espècies que apareixen a la franquícia Pokémon, una sèrie de videojocs, anime, mangues, llibres, cartes col·leccionables i altres mitjans que va ser inventada per Satoshi Tajiri i ha generat milers de milions de dòlars en beneficis per a Nintendo i Game Freak. És de tipus foc i tipus terra i evoluciona a Camerupt.

## Camerupt
Camerupt és una de les espècies que apareixen a la franquícia Pokémon, una sèrie de videojocs, anime, mangues, llibres, cartes col·leccionables i altres mitjans que va ser inventada per Satoshi Tajiri i ha generat milers de milions de dòlars en beneficis per a Nintendo i Game Freak. És de tipus foc i tipus terra i evoluciona de Numel.